# هوکوتا، ایباراکی
هوکوتا در استان ایباراکی در کشور ژاپن واقع شده‌است  که دارای جمعیت ۵۰٬۸۶۹ نفر و مساحت ۲۰۳٫۹۰ کیلومتر مربع با تراکم جمعیت ۲۴۹  نفر در کیلومترمربع است و در تاریخ ۱۱ اکتبر ۲۰۰۵ به عنوان شهر شناخته شد.